# 北海道道388号白老停車場線
北海道道388号白老停車場線（ほっかいどうどう388ごう しらおいていしゃじょうせん）は、北海道白老郡白老町内を結ぶ一般道道（北海道道）である。

## 概要

### 路線データ
- 起点：北海道白老郡白老町東町2丁目（JR北海道 室蘭本線 白老駅）
- 終点：北海道白老郡白老町東町5丁目（国道36号交点）

## 歴史
- 1961年（昭和36年）3月31日 - 路線認定[1]。
- 1983年（昭和58年）8月1日 - 終点を変更[2]。
- 1983年（昭和58年）12月8日 - 国道36号白老バイパス交点を供用開始[3]。

## 地理

### 通過する自治体
- 胆振総合振興局
  - 白老郡白老町

### 交差する道路
白老町
- 国道36号 - 東町5丁目（終点）

### 沿線にある施設など
白老町
- JR北海道 室蘭本線 白老駅 - 東町1丁目
- 日本航空専門学校白老校 - 東町2丁目1-5
- 白老郵便局 - 大町3丁目4-20